# Kazimierz Konstanty Stachurski
Kazimierz Konstanty Stachurski (ur. 11 marca 1951 w Ołtarzewie) – polski historyk sztuki, muzealnik, samorządowiec

## Życiorys
W 1970 ukończył Szkołę Poligraficzną w Warszawie. W 1976 uzyskał dyplom z historii sztuki na Akademii Teologii Katolickiej w Warszawie.
Od 1980 pracownik Muzeum Narodowego w Warszawie jako kustosz. W latach 1985–1986 był kuratorem oraz dyrektorem Oddziału Muzeum Narodowego w Łazienkach Królewskich. W latach 1987–1995 pracował jako kustosz na Zamku Królewskim w Warszawie. Od 1989 jest koordynatorem programu współpracy pomiędzy Ministerstwem Kultury i Sztuki, Zamkiem Królewskim i Muzeum Narodowym a Muzeum w Rapperswilu. W 1994 brał udział w powstaniu Towarzystwa Rapperswilskiego i na pierwszym Walnym Zgromadzeniu wybrany jego wiceprezesem.
W latach 1995–2002 w Muzeum Narodowym jako zastępca dyrektora odpowiedzialny za dział wydawniczy Muzeum, organizację wystaw oraz promocję.
Dnia 18 listopada 2002 objął urząd Burmistrza Miasta i Gminy Ożarów Mazowiecki i sprawował go do 10 grudnia 2010.

## Odznaczenia
1. Krzyż Kawalerski Orderu Odrodzenia Polski (2008)[2]
2. Złoty Krzyż Zasługi (2000)[3]
3. Odznaka „Zasłużony Działacz Kultury”